# Typhon Zeb
Le typhon Zeb est un cyclone tropical de catégorie 5 qui s'est formé début octobre 1998 dans le creux de mousson au sud-est de Guam et s'est déplacé vers le nord-ouest en passant par le nord de Luçon, Philippines, puis vers le nord et le nord-est en passant à l'est de Taïwan et au-dessus des quatre principales îles japonaises. Lors de son transit sur le Pacifique vers less Philippines, ce cyclone a atteint des vents soutenus sur une minute de 285 km/h juste avant de frapper au nord de Luçon. Il a causé des dommages aux Philippines, à Taïwan et au Japon en octobre 1998 et fait 122 morts. Il fut suivi de près par le typhon Babs sur les mêmes régions.

## Évolution météorologique
Un avis a été émis par le Joint Typhoon Warning Center JTWC le 9 octobre à 6 h 30 UTC pour une perturbation tropicale située au sud-est de Guam. Leur premier un avertissement a été émis à 21 h UTC alors que le système était au sud-ouest de Guam. L'Agence météorologique japonaise (JMA) a emboîté le pas le 10 octobre.
Le système s'est intensifié jusqu'à devenir une tempête tropicale au nord des Îles Yap. Lors de l'intensification, le radar WSR-88D sur Guam a détecté un autre cyclone intégré dans le premier et qui reçut le nom de tempête tropicale Alex. Le JTWC a rehaussé Zed en en typhon le 11 octobre à 18 h UTC. En même temps, il faisait son entrée la zone de responsabilité de l'agence météorologique des Philippines (PAGASA) qui lui a donné le nom local Iliang.
Zeb a atteint l'intensité d'un super typhon de catégorie 5 dans l'échelle de Saffir-Simpson le 13 octobre à 0 h UTC avec des vents soutenus sur une minute de 285 km/h juste avant de toucher les  Philippines au sud de la baie de Palanan, île de Luçon. En même temps, PAGASA a estimé les vents sur 10 minutes à 240 km/h.
Lors du passage au nord de Luzon, le JMA a estimé des vents de pointe sur 10 minutes à 205 km/h. Zeb a ensuite commencé à faiblir et à se déplacer vers le nord et Taiwan. Après que son centre soit passé à seulement 10 milles marins (19 km) à l'est de Taïwan, le cyclone s'est déplacé vers le nord-est et a accéléré. Avec une vitesse de déplacement de 48 nœuds (89 km/h), Zeb a subi une transition post-tropicale sur le sud du Japon. Le dernier avertissement a été émis le 18 octobre.

## Impact

### Philippines
Frappant les Philippines à son intensité maximale, Zeb a largement affecté l'île de Luçon, y compris les régions d'Ilocos, de la vallée de Cagayan et du centre de Luçon. Les rafales de vent ont été estimées à 296 km/h dans le pays. Les pluies torrentielles, en particulier dans les régions montagneuses, ont atteinte une accumulation de 1 mètre dans la municipalité de Bakun et de 1 116 mm dans la ville voisine de La Trinidad le 14 octobre. La période de retour de ce dernier total a été estimé à 1 147 ans. Dans la ville de Baguio, les précipitations ont atteint 994,6 mm, suffisamment pour inonder la ville de 9 m d'eau. Les barrages de Binga et Ambuclao dans la province de Benguet n'ont pas pu supporter les pluies de la tempête, forçant les autorités à ouvrir les vannes et à inonder trois villes du Pangasinan voisin. Des inondations mineures dans les rues se sont aussi produites le long de la côte ouest près de Manille.
Sur toute l'île de Luçon, les fortes pluies ont provoqué des inondations, des glissements de terrain et ont interrompu la construction d'un barrage à Bakun. Considéré comme l'un des typhons les plus puissants à avoir frappé la région depuis des décennies, Zeb a abattu des arbres et des lignes électriques, recouvert les routes et laissé des zones isolées. Les vents étaient assez forts pour souffler un jeepney. Le long de sa trajectoire, la tempête a détruit 26 305 maisons et en a endommagé 59 539 autres, affectant principalement celles des matériaux de construction les plus faibles,.
La plupart des dommages se sont produits sur Luçon, avec peu d'impact ailleurs. Le débordement des rivières a causé de lourds dommages aux cultures, estimés à 41,3 millions $US,. Le typhon a détruit 181 630 tonnes de riz dans la région d'Ilocos et la vallée de Cagayan. La tempête a affecté aussi l'infrastructure locale, les régions du nord-est de Luçon furent isolées par des glissements de terrain qui bloquèrent une autoroute, plusieurs autres routes et des ponts,.
Au total, Zeb a tué 83 personnes dans le pays, en blessant 63 autres,. La plupart des décès étaient liés aux glissements de terrain dont 33 dans la région administrative de la Cordillère,. Les dommages globaux ont été estimés à 126 millions $US en 1998 (
198 millions $US maintenant). En 2011, c'était toujours le treizième typhon le plus coûteux aux Philippines et le cinquième le plus coûteux dans le Pacifique.

### Taïwan
Zeb a donné des vents soutenus de 155 km/h sur Taïwan et les rafales ont atteint 191 km/h. Ces vents ont renversé les arbres, les panneaux d'affichage et les lignes électriques, laissant 1,15 million sans électricité,. Les pluies torrentielles dans les parties nord et est de l'île ont atteint des taux horaires de pointe de 42 mm/h et plusieurs régions de Taïwan ont reçu plus de 400 mm de précipitations ce qui a causé de graves inondations le long des rivières, avec un débit de pointe de 3 715 m3/s.
Les fortes précipitations ont forcé les travailleurs du barrage de Fei-tsui à libérer de l'eau, après que les niveaux d'eau ont augmenté de 300 mm. Des glissements de terrain près de Taipei ont détruit des maisons, piégeant au moins deux personnes. Des glissements de terrain ont également couvert plusieurs autoroutes tandis que les inondations ont emporté des ponts, coupant la circulation,. Des inondations se sont produites dans les banlieues de Taipei et les vents furent assez forts en ville pour faire se osciller des gratte-ciels.
De hautes vagues, atteignant deux étages, ont tué un pêcheur dans la ville de Taitung et ont poussé un cargo à terre dans la même province,. Elles ont également fait chavirer un bateau dans le district de Tamsui, tuant un marin et cinq des autres ont dû nager deux heures pour atteindre le rivage. La tempête a fait pour 57,6 millions $US en dommages aux cultures après que des centaines d'acres de champs aient été endommagés dans le sud et le centre de Taïwan,.
Les dommages globaux ont été estimés à 125 millions $US de 1998 (
196 millions $US maintenant) avec 31 décès confirmés et 19 personnes blessées.

### Japon

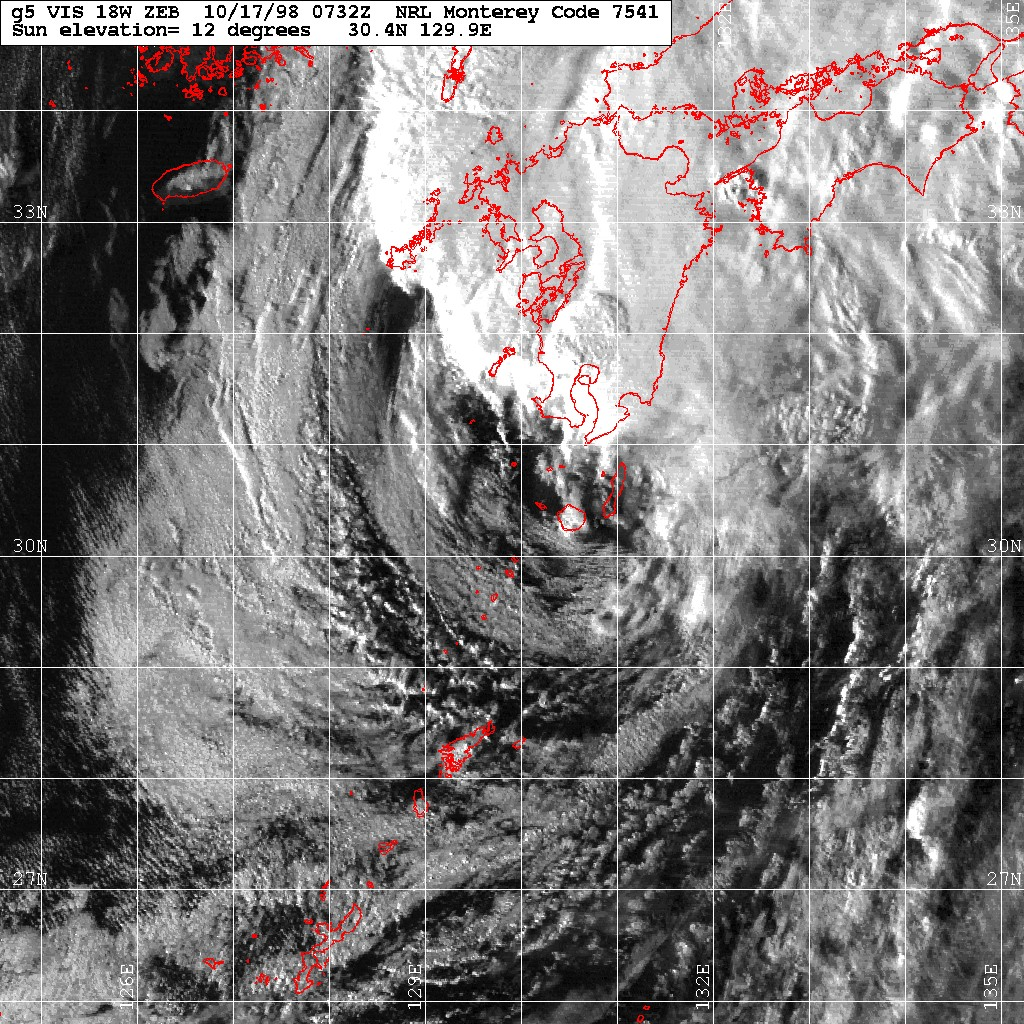
Zeb touchant la côte de Kyushu le 17 octobre.

En traversant ensuite le Japon, Zeb a produit des vents soutenus de pointe de 130 km/h dans la préfecture de Kōchi à Shikoku. Les précipitations les plus élevées ont été de 586 mm sur le mont Ontake à Honshu. Les précipitations généralisées ont causé 332 glissements de terrain et emporté sept ponts.
Zeb a d'abord touché Miyako-jima en passant à environ 180 km à son nord-ouest. Les vents violents ont laissé 2 600 maisons sans électricité et ont causé des dommages aux bâtiments publics. Il est passé plus tard environ 230 km au nord-ouest d' 
Okinawa. Le long de l'île, les rafales ont atteint 134 km/h et la hauteur des vagues a culminé à 13,7 m. Les vagues ont emporté deux personnes par-dessus une digue, les tuant toutes les deux. De fortes vagues ont également endommagé un port de la base aérienne de Kadena ainsi que plusieurs maisons près de la côte. La tempête est également passée près des îles Yaeyama, les vents forts enduisant les arbres de brouillard salin ce qui les a emdommagés, mais il n'y a eu que des dommages épars.
Sur Kyūshū, Zeb a endommagé des maisons, endommagé les récoltes et inondé les rivières. La tempête a engendré une tornade dans la préfecture de Miyazaki, endommageant deux toits et un véhicule. À Saganoseki, préfecture d'Ōita, un automobiliste est décédé après qu'un effondrement de la chaussée a envoyé son véhicule dans une rivière voisine. À Shikoku, Zeb a détruit des routes, des terres agricoles et érodé les rives des voies navigables. Trois personnes sont mortes à cause d'un glissement de terrain à Matsuyama (Ehime).
Dans la préfecture d'Okayama le long de Honshu, Zeb a fait 6 disparus ou tuées et a été le typhon le plus coûteux depuis le typhon Fran en 1976. Des glissements de terrain ont tué trois personnes dans la préfecture d'Hiroshima. Les pannes de courant et les glissements de terrain ont affecté une grande partie de Honshu, tandis que les vents forts ont endommagé de nombreux champs.
Un cargo s'est échoué au milieu de hautes vagues dans la préfecture de Shizuoka, provoquant une fuite de pétrole et nécessitant l'assistance des garde-côtes. Du matériel de récupération de pétrole a été envoyé dans la région pour nettoyer le déversement. Enfin, Zeb a touché l'île septentrionale d'Hokkaido, provoquant un glissement de terrain, endommageant 152 bâtiments et faisant tomber 152 000 pommes au sol.
À travers le Japon, Zeb a détruit 770 maisons et inondé un autre 12 548, forçant des milliers de personnes à évacuer leurs maisons,. Au total, il y a eu 14 décès et 67 blessés, avec des dommages estimés à 335,5 millions $US en 1998 (
526 millions $US maintenant),.

## Aide et conséquences
Après la tempête, le président philippin de l'époque, Joseph Estrada, a déclaré six provinces comme état d'urgence ce qui a alloué 1 million ₱ sterling de fonds d'urgence pour chaque province,. Le président n'a pas pu rentrer chez lui d'un voyage à Singapour en raison de la tempête mais l'armée a été activée pour aider à organiser les efforts de secours, en utilisant des canots pneumatiques et des camions pour atteindre les zones les plus durement touchées alors que les eaux de crue diminuaient. Les troupes ont été aidés par la Croix-Rouge philippine et d'autres agences gouvernementales.
La plupart des évacués sont rentrés chez eux après le passage de la tempête, à l'exception de ceux dont les maisons ont subi des dommages. Des bénévoles, des militaires et des fonctionnaires ont aidé à nettoyer les dégâts. À peine sept jours après le passage de Zeb aux Philippines, le typhon Babs a frappé la même zone avec une intensité légèrement moindre. Après les deux tempêtes, l'Administration nationale d'électrification des Philippines a fourni 1,78 million ₱ à la Coopérative électrique de Batanes pour restaurer les lignes électriques endommagées. Le courant a été progressivement rétabli dans le nord-est de Luçon, permettant la communication de l'étendue des dommages.
Le ministère de la Santé du pays a distribué 547 469 ₱ en médicaments à quatre provinces. Le gouvernement a transporté par avion environ 3 000 sacs de fournitures à Cagayan, notamment du riz et des conserves. Les impacts consécutifs des deux tempêtes ont causé une baisse estimée à 30 % des exportations de noix de coco. Les prix des denrées alimentaires ont augmenté de façon spectaculaire, dans certains cas jusqu'à 400 %, car les deux tempêtes ont endommagé les récoltes. Les tempêtes ont également retardé les expéditions de sucre des pays voisins, même si les prix devaient baisser une fois arrivés. En décembre 1998, les prix à la consommation avaient augmenté de 11,2 % par rapport à l'année précédente en raison des dommages causés par les typhons.
Des travailleurs à Taïwan ont lancé une mission de recherche et de sauvetage des victimes disparues une fois l'alerte au typhon levée. Les ouvriers ont immédiatement commencé à réparer les dommages routiers au Japon une fois la tempête passée.